# 孔涛 (1974年)
孔涛（1974年3月—），男，汉族，山东烟台人，中华人民共和国政治人物。现任铜陵市人民政府市长，前任中共亳州市委副书记。

## 生平
1996年3月加入中国共产党，同年7月参加工作。历任北京市马连道粮库（北京粮食储运公司）基建科职员，北京市粮食局基建处科员，北京粮食集团资产经营部副主任科员，中国华粮集团筹建办公室项目经理，中国储备粮管理总公司业务二部职员、资产管理部投资处副处长、综合部总经理办公室主任，中国侨联党组秘书（正处级，期间在中国人民大学公共管理学院行政管理专业研究生班学习），中国侨联海外联谊部副部长（副局级）、部长（正局级），中共合肥市委常委、合肥市人民政府副市长。2017年12月，当选共青团安徽省委书记。2018年2月24日，当选为第十三届全国人大代表。2020年7月，任中共亳州市委副书记。2021年5月11日，孔涛在第十六届铜陵市人民代表大会第五次会议上，当选为铜陵市人民政府市长。
2018年1月，当选第十三届全国人民代表大会安徽地区代表。